# Adil El Arbi
Adil El Arbi, född 30 juni 1988 i Edegem i utkanten av Antwerpen, är en belgisk-marockansk film- och TV-regissör. Han är mest känd för att, tillsammans med kollegan Bilall Fallah, vara regissör på den tredje Bad Boys-filmen Bad Boys for Life, som hade biopremiär i januari 2020. Duon är även regissörer på uppföljaren Bad Boys: Ride or Die, som hade biopremiär i juni 2024.

## Filmografi (i urval)

### Filmer
- 2020 – Bad Boys for Life
- 2022 – Rebel
- 2024 – Bad Boys: Ride or Die

### TV-serier
- 2017 – Snowfall (TV-serie)
- 2022 – Ms. Marvel (TV-serie)